# Anneliese Landau
Anneliese Landau (* 5. März 1903 in Halle (Saale); † 3. August 1991 in Los Angeles) war eine deutsch-amerikanische Musikwissenschaftlerin, die 1939 in die USA emigrieren musste.

## Leben und Wirken

### Erlebte und verhinderte Erfolge in Deutschland
Anneliese Landaus Eltern waren österreichische Staatsbürger, die 1920 in Deutschland eingebürgert wurden. Ihre Mutter Rosa Sadger kam am 29. Dezember 1873 in Krakau zur Welt. Ihr Vater Salmen Mendel Landau, geboren am 25. Oktober 1864, stammte aus Neu Sandez in Galizien (heute Nowy Sącz in Polen), beide Orte waren Teil der österreichischen Habsburger-Monarchie. Als deren drittes Kind wurde Anneliese am 5. März 1903 in Halle (Saale) geboren. Durch abendliche Hauskonzerte und häufige Besuche des Leipziger Gewandhauses kam sie früh in Kontakt mit Klassischer Musik. 1910 erteilte ihr die Mutter Klavierunterricht und 1912 erhielt sie Violinunterricht bei Wilhelm Prinz, dem Konzertmeister am Stadttheater Halle (Saale), der bei Walther Davisson vom Königlichen Konservatorium der Musik zu Leipzig fortgeführt wurde. Das Lyzeum am Weidenplan in Halle schloss sie 1919 ab, anschließend besuchte sie die in derselben Straße gelegene Städtische Studienanstalt. 1923 legte sie ihr Abitur ab.
Im selben Jahr erschien in den Hallischen Nachrichten ihr erster Zeitungsartikel, dem weitere folgen sollten. Sie nahm ein Jurastudium an der Vereinigten Friedrichs-Universität Halle-Wittenberg auf und besuchte nebenbei Vorlesungen über Musik- und Kunstgeschichte. Hans Joachim Moser, Assistent von Arnold Schering, überzeugte sie schließlich davon, auf die musischen Fächer umzuschwenken. Aufgrund dessen schrieb sie sich ein für Musikwissenschaft bei Arnold Schering, Kunstgeschichte bei Paul Frankl, Philosophie bei Emil Utitz und Journalistik. Als eine Entscheidung über das Hauptfach getroffen werden musste, entschied sie sich für Musikwissenschaft. Parallel dazu entwickelte sie 1925 ein Jahr lang ihr Violinspiel weiter. Ihr Lehrer war Edgar Wollgandt, Konzertmeister des Gewandhausorchesters Leipzig. Von 1926 bis 1927 studierte sie als Gast an der Friedrich-Wilhelms-Universität zu Berlin Historische Musikwissenschaft bei Hermann Abert. Weil Schering nach dem Tod von Hermann Abert nach Berlin gerufen wurde, folgte ihm Landau nach. Sie belegte 1928/29 in Berlin Vorlesungen in Historischer Musikwissenschaft bei Arnold Schering, in Vergleichender Musikwissenschaft bei Erich Moritz von Hornbostel, in Kunstgeschichte bei Adolph Goldschmidt und in Philosophie bei Max Dessoir. Ihr Studium schloss sie am 25. Juli 1929 ab. Die Promotion erfolgte 1930 bei Schering mit der Dissertationsschrift Das einstimmige Kunstlied Conradin Kreutzers und seine Stellung zum zeitgenössischen Lied in Schwaben.
Um das Jahr 1928 herum war sie in die SPD eingetreten. Sie übernahm Zuarbeiten für den Musikkritiker der SPD-Zeitung Vorwärts, Klaus Pringsheim, und vertrat diesen wenn nötig. Nachweislich ins Jahr 1928 fiel ihr erster musikwissenschaftlicher Beitrag in der Zeitschrift für Musikwissenschaft. 1929 war sie für die Hallischen Nachrichten die Berichterstatterin von der Nationalen Musikerziehungskonferenz in Hannover. Im Herbst desselben Jahres nahm sie das Angebot an, für die Zeitschrift für Musikwissenschaft deren jährliche Beilage Internationale Musikalische Zeitschriftenschau zu erstellen. Zwischen 1930 und 1933 erschienen vier dieser Übersichtslisten von aktuellen musikbezogenen Publikationen. Ebenso stellte sie Bibliografien für das Bach-Jahrbuch und das Händel-Jahrbuch zusammen. Sie schrieb nun Artikel und Buchkritiken sowohl für Berliner Zeitungen wie die verbreitete Vossische Zeitung als auch für Zeitungen außerhalb Berlins und außerhalb Deutschlands. Eine redaktionelle Festanstellung war damals für eine Frau jedoch nicht zu erreichen.
Am 22. November 1930 fasste sie auf Vermittlung von Kurt Pinthus ihren ersten Rundfunkbeitrag ab. In der Funk-Stunde Berlin sprach sie anlässlich Kreutzers 150. Geburtstag. Weitere Rundfunkbeiträge in der Art heutiger Musikfeatures folgten, bis sie am 17. Februar 1933 infolge der Machtübernahme durch die Nationalsozialisten die Kündigung beim Deutschlandsender und der Funk-Stunde erhielt. Für den Bayerischen Rundfunk und den Südfunk Stuttgart musste sie die Sendungsplanungen abbrechen. Auch die für das Bach- und das Händel-Jahrbuch eingereichten Publikations-Übersichten fielen unter den Tisch. Untersagt wurden ihr die Musikgeschichtsvorlesungen an der Volkshochschule Halle (Saale) sowie an der Lessing-Hochschule und dem Stern’schen Konservatorium in Berlin, die sie 1932 zu halten begonnen hatte. Ihre Tätigkeiten wurden auf das isolierte jüdische Leben zurückgedrängt. Im Jüdischen Kulturbund hielt sie zahlreiche Vorträge, begleitet von musikalischen Darbietungen. Ihre Referate vor Saalpublikum erfreuten sich großer Beliebtheit. Von 1933 bis 1938 unterwies sie am Jüdischen Lehrhaus Berlin (Freie Jüdische Volkshochschule e.V.) ihre jüdischen Mitbürger in Musikgeschichte, 1936/37 auch an der Jüdischen privaten Musikschule Hollaender. Ein zweiter elementarer Einschnitt in ihre Arbeit stellte 1934 die Forderung des Regimes dar, sich inhaltlich auf jüdische Künstler zu beschränken.

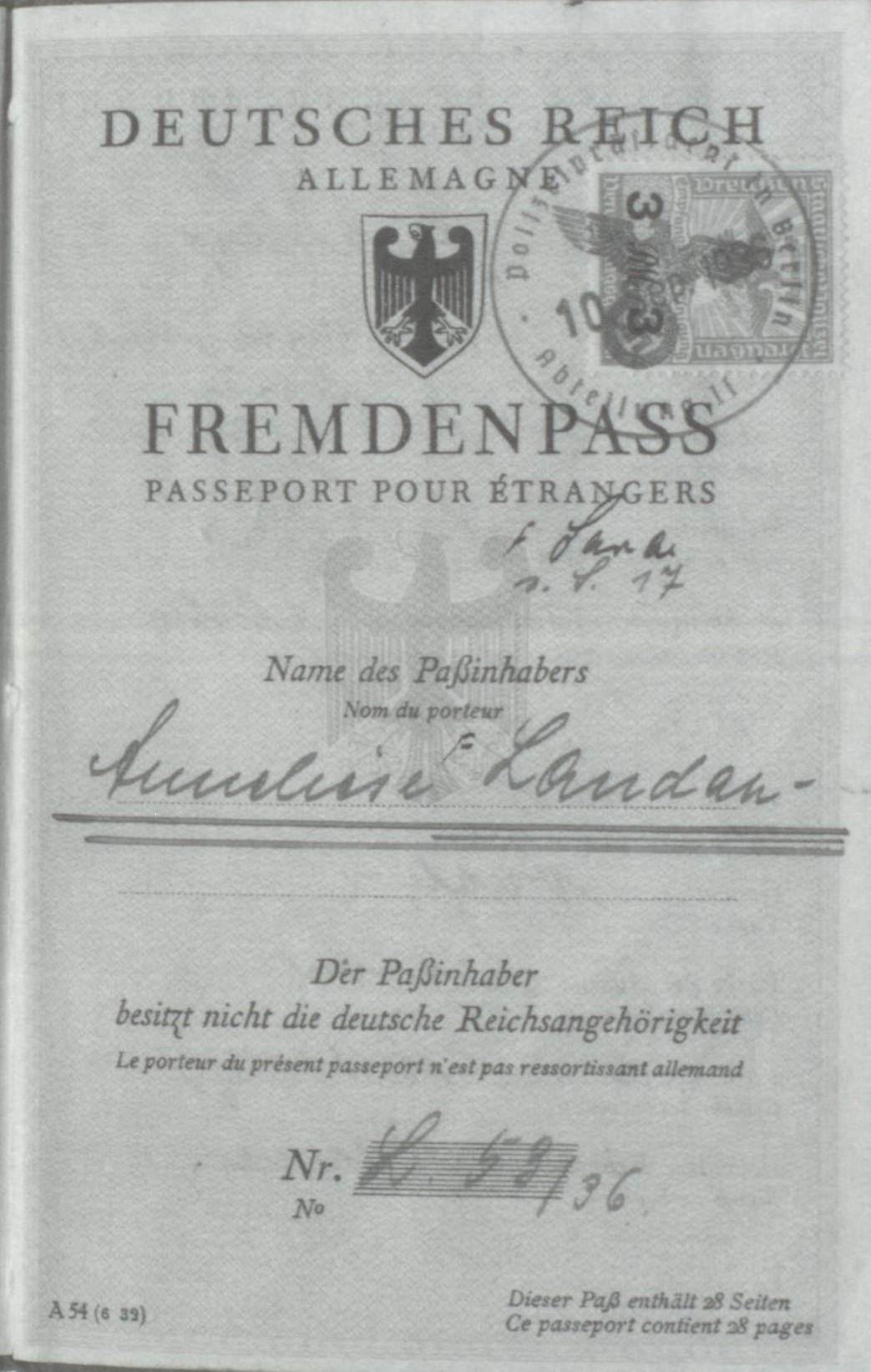
Fremdenpass als Staatenlose mit dem Vornamenszusatz Sara (1936)

Weil ihre Eltern (die beide später im Ghetto Theresienstadt umkamen) 1935 nach deren Enteignung von Halle nach Berlin gezogen waren, wohnte Anneliese Landau ab April 1935 wieder mit diesen zusammen. Im August 1935 wurde ihre Aufnahme in die Reichsmusikkammer abgelehnt. Ihre journalistische Arbeit war inzwischen auf die Zeitungen Central-Vereins-Zeitung, Jüdisches Gemeindeblatt und Jüdische Rundschau eingegrenzt. 1935 wurde die deutsche Staatsbürgerschaft widerrufen, was die Mitglieder der Familie Landau zu Staatenlosen machte und ihr die Arbeitserlaubnis entzog. So liefen beinahe sämtliche Tätigkeiten Anneliese Landaus aus. Ihr blieb gerade noch die Artikelnachfrage der in Jerusalem erscheinenden Fachzeitschrift Musica Hebraica.

### Emigration und neues Leben in den USA
1938 traf sie Vorbereitungen für ihre Emigration und im Frühjahr 1939 verabschiedete sie sich vom Kulturbund und anschließend aus Nazi-Deutschland. Sie flog zunächst über Amsterdam nach England. Dann nahm sie eine Schiffspassage Richtung USA und traf am 1. Januar 1940 in Boston ein, von wo aus sie wenige Tage später nach New York weiterreiste.
Im ersten Jahr in den USA hielt sie Vorträge vor Publikum sowie im Rundfunk, begleitet von Interpreten oder Schallplatten-Abspielungen. Als beständige Erwerbsquelle erwies sich ihr Einsatz als Musikerzieherin in Jugendsommercamps. 1941 konzipierte sie das Studienmaterial The Contribution of Jewish Composers to the Music of the Modern World, für das sie mit zahlreichen in die USA emigrierten Komponisten in Kontakt kam, und das 1946 veröffentlicht wurde. 1942 erschienen erste Artikel von ihr in Musikzeitschriften. Von 1942 bis 1944 ging sie auf eine Vortragstournee durch die USA mit dem Programm Forbidden Music zugunsten der Wohlfahrtseinrichtung Army Emergency Relief Fund von B’nai B’rith.
Im Oktober 1944 wurde sie von der Jewish Community Centers Association (JCCA) in Los Angeles, einem jüdischen Gemeindezentren-Verbund, in Teilzeit als Musikdirektorin angestellt. Dort oblagen ihr der Aufbau der Musikabteilung nebst Bibliothek, die Entwicklung eines Leihsystems für Schallplatten, Konzertorganisationen, Vorträge und andere Bildungskonzeptionen. 1945 organisierte sie in deren Auftrag in Los Angeles anlässlich der Konferenz von San Francisco zur Ausarbeitung der Charta der Vereinten Nationen das „International Composers Concert“ mit Kompositionen emigrierter jüdischer Komponisten wie Paul Dessau, Erich Wolfgang Korngold, Darius Milhaud oder Arnold Schönberg. Die amerikanische Staatsbürgerschaft erhielt sie im September 1945.
Auf die geleisteten zehn Jahre Arbeit mit Musikstudiengruppen aufbauend, erteilte sie von 1954 bis 1973 Unterricht an der Los Angeles [Community] Adult School („Community“ wurde 1968 hinzugefügt), einer Einrichtung der Erwachsenenbildung. Mit der Versetzung ins Valley Cities Community Center im San Fernando Valley war 1961 eine Vollzeitstelle verbunden. Die Freude über die ersehnte Vollbeschäftigung währte jedoch nicht lange, denn finanzielle Engpässe der JCCA führten immer wieder zu Stundenreduzierungen und 1964 schließlich zur kompletten Streichung.
Im Juni 1968 wurde sie, 65 Jahre alt, pensioniert. Aus Enttäuschung über die ihr zuteil gewordene geringe Wertschätzung zog sie sich vom Gemeindezentrum zurück. Andernorts übte sie ihre Lehrtätigkeit noch bis 1973 aus. Danach konzentrierte sie sich auf das Schreiben eines ihr lange vorschwebenden musikwissenschaftlichen Buches: The Lied wurde 1980 veröffentlicht.
Anneliese Landau starb am 3. August 1991 in Los Angeles.

## Charakteristika
Anneliese Landaus Anliegen war es, den Musikgenuss mit musikalischer Bildung zu verbinden.
Schon in Deutschland bewunderte man ihre Vortragskunst, mit der sie ihren Zuhörern Musikformen und Musikgeschichte einfühlsam nahe brachte. So hieß es 1933 in einer Zuschrift an den Vorsitzenden des Jüdischen Kulturbundes, Kurt Singer: „Frau Landau hat den Stoff mit feinstem Verständnis in liebenswürdigem Plauderton behandelt und ihn durch ganz ungewöhnlich gute musikalische Interpretationen […] zu einem musikgeschichtlichen Erlebnis gemacht.“ Auch der Kritiker des Israelitischen Familienblattes lobte 1937 die „großartig schlichte Sprecherin“, die es vermocht habe, die Anwesenden „in jenen glücklichen Zustand [zu versetzen] wie ihn sonst nur die Musik selber hervorzubringen vermag.“
In den USA wurden immer wieder ihr unerschöpfliches Wissen, ihr unwiderstehlicher Charme, ihre mütterliche Herzlichkeit und ihr fesselnder Unterrichtsstil mit sanftem innewohnendem Akzent hervorgehoben.
Zu ihrem 70. Geburtstag würdigte Ernst Gottfried Lowenthal Anneliese Landau mit den Worten: „Genau so  wie von ihren allgemeinverständlich gehaltenen Aufsätzen so war ihr früheres Publikum, in Berlin und im Lande, angetan vom Charme ihrer Vorträge über Musikgeschichte, der Werkinterpretation und der Komponisten-‚Porträtierung‘. Es waren kleine Meisterwerke, die nur vollbringen konnte, wer das Gebiet und die Kunst der diszipliniert-freien Rede mühelos beherrscht.“

## Werke

### Rundfunkbeiträge (Auswahl)
- 1931: Emilie Zumsteeg (Funk-Stunde Berlin)
- 1932: Zeitgenössische Ballade (2 Teile, Deutschlandsender Königs Wusterhausen)
- 1932: Goethe-Balladen in vergessenen Kompositionen (Funk-Stunde Berlin)
- 1944: Musical Monologues (3 Teile, WMCA New York)

### Vorträge (Auswahl)
- 1932: Fanny Mendelssohn als Komponistin (Dessau und Leipzig)
- 1932: Die Geschichte der deutschen Sologesangsballade (dreiteilige Veranstaltungsreihe, Volkshochschule Halle (Saale))
- 1933–1937: Offenbach und die Operette (insgesamt 86 Mal im Rahmen des Jüdischen Kulturbundes in ganz Deutschland gehalten)[12]
- 1933/34: Das Lied der Romantik (fünfteilige Veranstaltungsreihe, Jüdischer Kulturbund Berlin)
- 1934: Balladen und Lieder ohne Worte – Mendelssohn, Schumann, Chopin (Veranstalter: Jüdischer Kulturbund Berlin, Ort: Sing-Akademie zu Berlin).
- 1934/35: Kammermusik (vierteilige Veranstaltungsreihe, Jüdischer Kulturbund Berlin)
- 1934/35: Kulturgeschichte im Spiegel der Musik (neunteilige Veranstaltungsreihe, Jüdisches Lehrhaus Berlin)
- 1935/36: Die Oper (vierteilige Veranstaltungsreihe, Jüdischer Kulturbund Berlin)
- 1935–1939: Ungetanzte Tänze (insgesamt 68 Mal im Rahmen des Jüdischen Kulturbundes Berlin in ganz Deutschland gehalten, zugleich Abschiedsveranstaltung von Deutschland im März 1939;[4][12][13] 1950 und 1959 fortgeführt u.d.T.n The Dance of Society und The Dance and Its Music. A Mirror of Culture and Society als sechsteilige Veranstaltungsreihe, Westside Jewish Community Center Los Angeles)
- 1936–1938: Jüdische Musiker (zehnteilige Veranstaltungsreihe, Jüdischer Kulturbund Berlin)
- 1940: Music of the French Salon (Friendship House New York; 1942 im New York College of Music wiederholt)
- 1941: From Mendelssohn to Gershwin. The Jewish Contribution to World Music (sechsteilige Veranstaltungsreihe, B’nai Abraham Institute for Jewish Learning Newark, NY)
- 1941: Jewish Composers (vierteilige Veranstaltungsreihe, Young Men’s Hebrew Association New York)
- 1941/42: The Architecture of Music (=Saturday-series at Carnegie Hall) (Teil I: zehnteilige, Teil II: elfteilige Veranstaltungsreihe, Carnegie Hall, New York)
- 1942–1944: [An] Evening of Forbidden Music (USA-Tournee, organisiert von der B’nai-B’rith-Loge)
- 1950: Music, a Reflected Image of Politics and Culture (zwölfteilige Veranstaltungsreihe, Beverly-Fairfax Jewish Community Center Los Angeles)
- 1952/53, 1958, 1959/60, 1964/65 und 1971/72: [Music Appreciation:] The Architecture of Music (vierzehn bis achtzehnteilige Veranstaltungsreihe im Beverly Fairfax Jewish Community Center Los Angeles, in der Los Angeles Community Adult School und im Westside Jewish Community Center Los Angeles)
- 1954: Great Masters of Early Piano Music (zwanzigteilige Veranstaltungsreihe, Westside Jewish Community Center Los Angeles)
- 1956/57, 1958/59, 1961/62 und 1963/64: [Music Appreciation:] The Magic Realm of Opera (fünfzehn- bis achtzehnteilige Veranstaltungsreihe in der Los Angeles Adult School, im Westside Jewish Community Center und in der Fairfax Adult School Los Angeles)
- 1957/58: Music of Many Voices, Teil I: The Basic Forms of Choral Music, Teil II: The Colorful World of the Cantata from Schubert to Stravinsky (dreizehnteilige Veranstaltungsreihe, Westside Jewish Community Center Los Angeles)
- 1960: Adventures in Music. A Special Series of Musical Programs for Children 8 Years of Age and Older and Their Parents (dreiteilige Veranstaltungsreihe für Eltern, Westside Jewish Community Center Los Angeles)
- 1982: Schubert and Wilhelm Müller („Conference on 19th-Century Music“, Southampton, 16.–19. Juli 1982)

### Artikel (Auswahl)
- 1928: Spätromantische Schubert-Ergänzung. In: Zeitschrift für Musikwissenschaft, 11. Jg., Heft 3, Dezember 1928, S. 155–159. (1931 auch Rundfunkbeitrag.)
- 1930: Die Klaviermusik Conradin Kreutzers. Zu seinem 150. Geburtstage am 22. November [1930]. In: Zeitschrift für Musikwissenschaft, Leipzig, 13. Jg., H. 11, November 1930, S. 80–83.
- 1933: Der Jude als Musiker. In: Kulturbund Deutscher Juden, Monatsblätter, Berlin, 1. Jg., Nr. 1, Oktober 1933, S. 11–12. (Auch in: Akademie der Künste (Hrsg.): Geschlossene Vorstellung. Der Jüdische Kulturbund in Deutschland 1933–1941. Edition Hentrich, Berlin 1992, S. 240–241.)
- 1934: Arnold Schönberg zum 60. Geburtstag. In: Der Morgen. Monatsschrift der Juden in Deutschland, Berlin, 10. Jg., Nr. 6–7, September/Oktober 1934, S. 320–321.
- 1935: Gustav Mahler: Der „Unzeitgemässe“. In: Kulturbund Deutscher Juden. Almanach 1934/1935, Berlin, Nr. 1, S. 53–56.
- 1935: Junge jüdische Komponisten (zu: Berthold Goldschmidt, Gerhard Goldschlag, Edvard Moritz, Bernhard Heiden, Werner Seelig-Bass). In: C.V.-Zeitung. Blätter für Deutschtum und Judentum. Organ des Central-Vereins deutscher Staatsbürger jüdischen Glaubens e.V. Allgemeine Zeitung des Judentums, Berlin, Nr. 50, 12. Dezember 1935, 1. Beiblatt.
- 1938: Jakob Schoenberg. In: Musica Hebraica, Jerusalem, 1. Jg., Nr. 1–2, [Juni] 1938, S. 43–44 (dt./engl./hebr.).
- 1940: Ein neuer Anfang: American Friends Camp. In: Aufbau. Das jüdische Monatsmagazin, New York, 6. Jg., Nr. 34, 23. August 1940, S. 2. (Auch in: Von Berlin nach Los Angeles. Die Musikwissenschaftlerin Anneliese Landau, Hentrich & Hentrich Verlag, Berlin 2017, S. 139.)
- 1942: Darius Milhaud por ocasiao de seu 50. Aniversário. In: Crónica Israelita, [Sao Paulo], 18. September 1942, S. 6.
- 1950: About Alfred Einstein. In: Daily News, Los Angeles, 29. Dezember 1950, S. 27. (Beitrag im Rahmen einer Kolumne von Mildred Norton.)
- 1952: What, exactly, is Jewish music? In: Daily News, Los Angeles, 20. Juni 1952. (Beitrag im Rahmen einer Kolumne von Mildred Norton.)
- 1972: The Mendelssohns: A Brother-Sister Collaboration. In: Los Angeles Times, 3. September 1972, Calendar, S. 38.

### Bücher
- 1930: Das einstimmige Kunstlied Conradin Kreutzers und seine Stellung zum zeitgenössischen Lied in Schwaben (= Sammlung musikwissenschaftlicher Einzeldarstellungen; Heft 13). Breitkopf & Härtel, Leipzig. (1972 bei Saendig Reprint Verlag, Vaduz, wiederveröffentlicht. ISBN 3-500-24130-1.)
- 1946: (Als Anne L. Landau) The Contribution of Jewish Composers to the Music of the Modern World. Program Study Materials. Cincinnati National Federation of Temple Sisterhood, Cincinnati. (Studienmaterial; Neuauflage 1966 unter dem Namen Anneliese Landau.)
- 1980: The Lied. The Unfolding of Its Style. University Press of America, Washington D.C. ISBN 0-8191-0936-3.

### Autobiografische Texte
- um 1975–1980: Bridges to the Past. Reconstructed by Anneliese from her memories and based on letters
- um 1987: Pictures you wanted to see – People you wanted to meet. Collected by Anneliese for George and Lisel (dt. u.d.T. Bilder und Menschen eines Lebens. Autobiographische Aufzeichnungen, Übers.: Daniela Reinhold, 2017; veröffentlicht in: Von Berlin nach Los Angeles. Die Musikwissenschaftlerin Anneliese Landau, S. 17–217).

### Lexikalische Beiträge
- 1930–1933: Musikalische Zeitschriftenschau [Juli] 1929 – 30. April 1933. In: Zeitschrift für Musikwissenschaft, XII.–XV. Jg., jeweils Heft 11/12, Breitkopf & Härtel, Leipzig, S. 1–74 (XII. Jg.), S. 1–70 (XIII. Jg.), S. 30–68 (XIV. Jg.), S. 1–64 (XV. Jg.).
- 1930–1931: Übersicht über die Händel-Literatur in Zeitschriften vom 1. Januar 1929 bis zum 30. Juni 1931. In: Rudolf Steglich (Hrsg.): Händel-Jahrbuch, 1931, Bände 3–4, Breitkopf & Härtel, Leipzig, S. 160–164 (Bd. 3), S. 127–139 (Bd. 4).
- 1931: Übersicht über die Bach-Literatur in Zeitschriften vom 1. Januar 1928 bis zum 30. Juni 1930. In: Arnold Schering (Hrsg.): Bach-Jahrbuch, 1930, Band 27, Breitkopf & Härtel, Leipzig, S. 132–142.
- 1933: Übersicht über die Bach-Literatur in Zeitschriften vom 1. Juli 1930 bis zum 1. Juli 1931. In: Arnold Schering (Hrsg.): Bach-Jahrbuch, 1932, Band 29, Breitkopf & Härtel, Leipzig, S. 146–154.

## Auszeichnungen
- 1951: Los Angeles Chapter of Hadassah: Annual Honorary Membership Award (Ehrenmitgliedschaft)